# Phintia broweri
Phintia broweri là một loài bướm đêm thuộc họ Notodontidae. Nó được tìm thấy ở Nam Mỹ, bao gồm Peru và Bolivia.

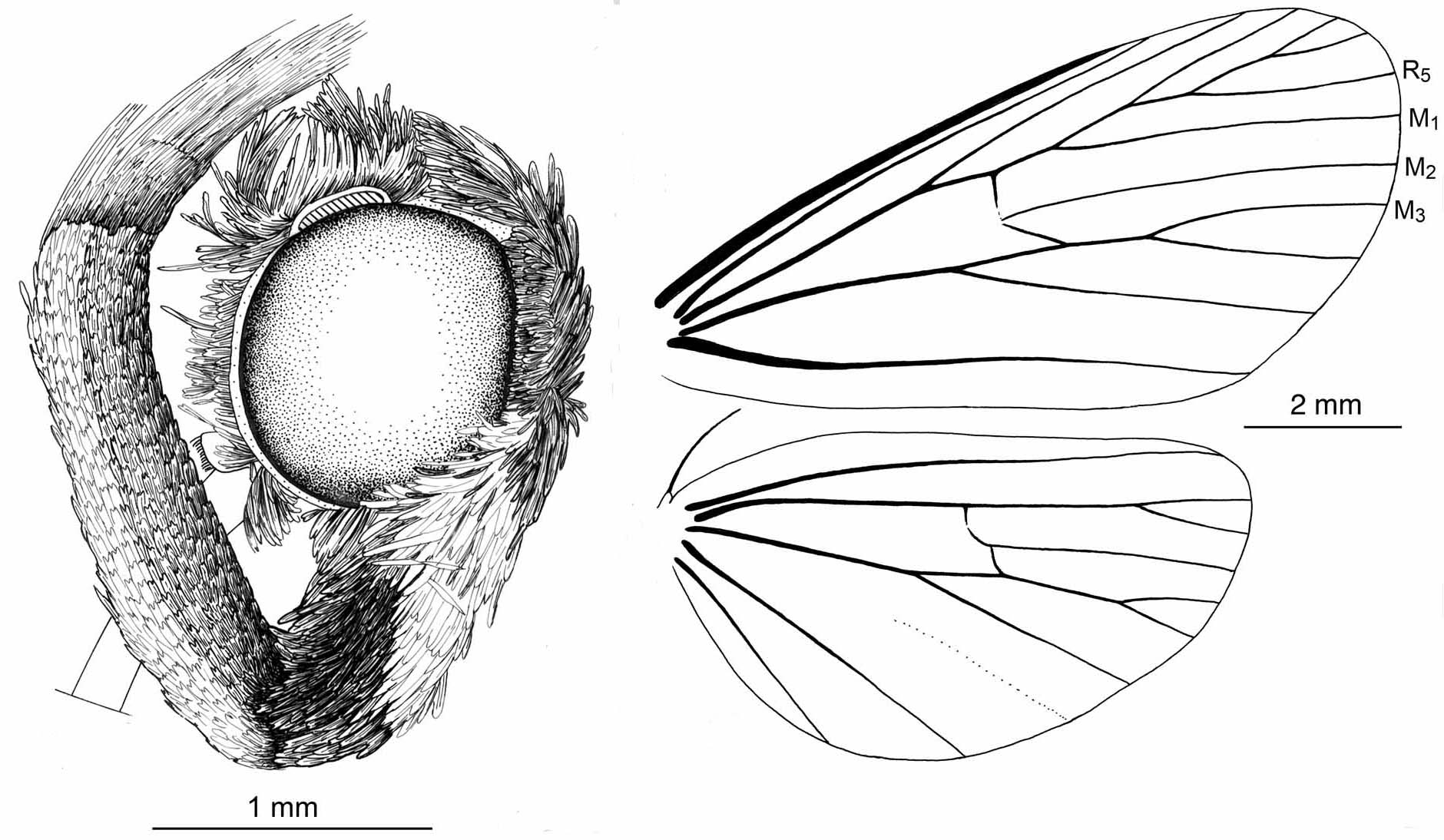
Head with elongated labial palpus và wing venation